# محوطه شهر کهنه
محوطه شهر کهنه در شهرستان بانه، بخش مرکزی، دهستان شوی، روستای نژو واقع شده و این اثر در تاریخ ۱۵ دی ۱۳۸۷ با شمارهٔ ثبت ۲۴۲۴۲ به‌عنوان یکی از آثار ملی ایران به ثبت رسیده است.